# Troisième circonscription des Hautes-Pyrénées
La troisième circonscription des Hautes-Pyrénées était l'une des 3 circonscriptions législatives françaises que comptait le département des Hautes-Pyrénées (65) situé en région Midi-Pyrénées. Elle fut supprimée lors du redécoupage électoral de 2010 pour cause de sous-représentation.

## Description géographique et démographique
La troisième circonscription des Hautes-Pyrénées était délimitée par le découpage électoral de la loi n°86-1197 du 24 novembre 1986
, elle regroupait les divisions administratives suivantes : 
- canton d'Aureilhan,
- canton de Bordères-sur-l'Échez,
- canton de Castelnau-Rivière-Basse,
- canton de Maubourguet,
- canton de Pouyastruc,
- canton de Rabastens-de-Bigorre,
- canton de Tarbes-3,
- canton de Tarbes-4,
- canton de Tarbes-5,
- canton de Vic-en-Bigorre.

Située au nord du département, elle regroupait 10 cantons (sur 19) de l'arrondissement de Tarbes. Cette circonscription n'existait pas avant 1986, elle fait en effet partie des 86 nouvelles circonscriptions issues du redécoupage Pasqua.
D'après le recensement général de la population en 1999, réalisé par l'Institut National de la Statistique et des Études Économiques (INSEE), la population totale de cette circonscription est estimée à 73 292 habitants,.
La circonscription étant sous-représentée, elle a été supprimée lors du redécoupage des circonscriptions législatives de 2010. Les cantons d'Aureilhan, Pouyastruc, Tarbes-3 et Tarbes-4 ont été rattachés à la 1re circonscription, alors que les cantons de Bordères-sur-l'Échez, Castelnau-Rivière-Basse, Maubourguet, Rabastens-de-Bigorre, Tarbes-5 et Vic-en-Bigorre ont été rattachés à la 2e circonscription.
À noter que le canton de Tarbes-1 est quant à lui passé de la 2e circonscription à la 1re circonscription durant ce redécoupage.

## Historique des députations
| Législature | Début de mandat | Fin de mandat  | Député                                | Parti politique                                                       | Observations |
| ----------- | --------------- | -------------- | ------------------------------------- | --------------------------------------------------------------------- | --- |
| IXe         | 23 juin 1988    | 1er avril 1993 | Claude Miqueu,                        | Non inscrit,                                                          | Chargé de cours à l'université. Choisi par les militants, il a été élu contre le candidat officiel du PS imposé par l'Élysée (F. Mitterrand) : Jean Glavany.                                 |
| Xe          | 2 avril 1993    | 21 avril 1997  | Jean Glavany,                         | Parti socialiste (PS),                                                | Préfet Mandat écourté à la suite d'une dissolution parlementaire décidée par Jacques Chirac.                                                                                                 |
| XIe         | 12 juin 1997    | 18 juin 2002   | Jean Glavany - Chantal Robin-Rodrigo, | Parti socialiste (PS) - Parti radical de gauche (PRG) apparentée RCV, | Fin du mandat le 20 novembre 1998 : devient Ministre de l'agriculture et de la pêche et de la pêche du gouvernement Jospin. - Remplacé le lendemain par sa suppléante Chantal Robin-Rodrigo. |
| XIIe        | 19 juin 2002    | 19 juin 2007   | Jean Glavany,                         | Parti socialiste (PS),                                                | |
| XIIIe       | 20 juin 2007    | 19 juin 2012   | Jean Glavany,                         | Parti socialiste (PS),                                                | |

## Historique des élections
Voici la liste des résultats des élections législatives dans la circonscription depuis le découpage électoral de 1986 : 

### Élections de 1988
| Candidat       | Candidat          | Parti          | Premier tour | Premier tour | Second tour | Second tour |  |
| Candidat       | Candidat          | Parti          | Voix         | %            | Voix        | %           |  |
| -------------- | ----------------- | -------------- | ------------ | ------------ | ----------- | ----------- |  |
|                | Claude Miqueu élu | diss. PS       | 9 406        | 28,13        | 13 592      | 37,35       |  |
|                | Jean Glavany      | PS             | 8 939        | 26,73        | 11 308      | 31,08       |  |
|                | Éric Baseilhac    | RPR (URC)      | 8 084        | 24,18        | 11 483      | 31,56       |  |
|                | Jean Portejoie    | PCF            | 4 815        | 14,40        |             |             |  |
|                | Albert Sauvanet   | FN             | 2 187        | 6,54         |             |             |  |
|                |                   |                |              |              |             |             |  |
| Inscrits       | Inscrits          | Inscrits       | 51 773       | 100,00       | 51 770      | 100,00      |  |
| Abstentions    | Abstentions       | Abstentions    | 17 810       | 34,4         | 14 644      | 28,29       |  |
| Votants        | Votants           | Votants        | 33 963       | 65,6         | 37 126      | 71,71       |  |
| Blancs et nuls | Blancs et nuls    | Blancs et nuls | 532          | 1,57         | 743         | 2           |  |
| Exprimés       | Exprimés          | Exprimés       | 33 431       | 98,43        | 36 383      | 98          |  |

Le suppléant de Claude Miqueu était Jean Duprat, MRG, conseiller régional, maire adjoint de Tarbes.

### Élections de 1993
| Candidat       | Candidat                | Parti          | Premier tour | Premier tour | Second tour | Second tour |  |
| Candidat       | Candidat                | Parti          | Voix         | %            | Voix        | %           |  |
| -------------- | ----------------------- | -------------- | ------------ | ------------ | ----------- | ----------- |  |
|                | Jean Journé             | UDF (Rad)      | 10 920       | 32,53        | 16 724      | 49,67       |  |
|                | Jean Glavany élu        | PS (ADFP)      | 8 537        | 25,43        | 16 941      | 50,32       |  |
|                | Raymond Erraçarret      | PCF            | 6 450        | 19,21        |             |             |  |
|                | Albert Sauvanet         | FN             | 2 732        | 8,13         |             |             |  |
|                | Arlette Dubalen         | GÉ (EÉ)        | 1 997        | 5,95         |             |             |  |
|                | Maurice Tejedor del Rio | Divers droite  | 1 351        | 4,02         |             |             |  |
|                | Pascale Dufresne        | LT-LNÉ         | 971          | 2,89         |             |             |  |
|                | Michel Laserge          | LO             | 496          | 1,47         |             |             |  |
|                | Gérard Viault           | PLN            | 109          | 0,32         |             |             |  |
|                |                         |                |              |              |             |             |  |
| Inscrits       | Inscrits                | Inscrits       | 52 563       | 100,00       | 52 559      | 100,00      |  |
| Abstentions    | Abstentions             | Abstentions    | 16 683       | 31,74        | 15 887      | 30,23       |  |
| Votants        | Votants                 | Votants        | 35 880       | 68,26        | 36 672      | 69,77       |  |
| Blancs et nuls | Blancs et nuls          | Blancs et nuls | 2 317        | 6,46         | 3 007       | 8,2         |  |
| Exprimés       | Exprimés                | Exprimés       | 33 563       | 93,54        | 33 665      | 91,8        |  |

Le suppléant de Jean Glavany était Jean Duprat.

### Élections de 1997
| Candidat       | Candidat                   | Parti             | Premier tour | Premier tour | Second tour | Second tour |  |
| Candidat       | Candidat                   | Parti             | Voix         | %            | Voix        | %           |  |
| -------------- | -------------------------- | ----------------- | ------------ | ------------ | ----------- | ----------- |  |
|                | Jean Glavany sortant réélu | PS                | 11 649       | 35,31        | 20 951      | 61,23       |  |
|                | Pierre Lagonelle           | UDF (FD)          | 8 710        | 26,40        | 13 265      | 38,77       |  |
|                | Philippe Barrière          | PCF               | 5 345        | 16,20        |             |             |  |
|                | Jean-Pierre Bonin          | FN                | 3 275        | 9,93         |             |             |  |
|                | Arlette Dubalen            | Divers écologiste | 1 825        | 5,53         |             |             |  |
|                | Michel Laserge             | LO                | 1 150        | 3,49         |             |             |  |
|                | Robert Duffau              | LDI (MPF)         | 1 041        | 3,16         |             |             |  |
|                |                            |                   |              |              |             |             |  |
| Inscrits       | Inscrits                   | Inscrits          | 51 482       | 100,00       | 51 477      | 100,00      |  |
| Abstentions    | Abstentions                | Abstentions       | 16 619       | 32,28        | 14 929      | 29          |  |
| Votants        | Votants                    | Votants           | 34 863       | 67,72        | 36 548      | 71          |  |
| Blancs et nuls | Blancs et nuls             | Blancs et nuls    | 1 868        | 5,36         | 2 332       | 6,38        |  |
| Exprimés       | Exprimés                   | Exprimés          | 32 995       | 94,64        | 34 216      | 93,62       |  |

,.
La suppléante de Jean Glavany était Chantal Robin-Rodrigo, PRS, maire-adjoint de Tarbes, directrice départemental du Crédit immobilier. Chantal Robin-Rodrigo remplaça Jean Glavany, nommé membre du gouvernement, du 21 novembre 1998 au 18 juin 2002.

### Élections de 2002
| Candidat       | Candidat                   | Parti          | Premier tour | Premier tour | Second tour | Second tour |  |
| Candidat       | Candidat                   | Parti          | Voix         | %            | Voix        | %           |  |
| -------------- | -------------------------- | -------------- | ------------ | ------------ | ----------- | ----------- |  |
|                | Jean Glavany sortant réélu | PS             | 13 837       | 42,60        | 18 759      | 59,16       |  |
|                | Pierre Lagonelle           | UMP            | 8 786        | 27,05        | 12 950      | 40,84       |  |
|                | Marie-Pierre Vieu          | PCF            | 2 813        | 8,66         |             |             |  |
|                | Albert Sauvanet            | FN             | 2 672        | 8,23         |             |             |  |
|                | Christiane Autigeon        | CPNT           | 1 218        | 3,75         |             |             |  |
|                | Jacques Lapalisse          | LCR            | 701          | 2,16         |             |             |  |
|                | Arlette Dubalen            | Les Verts      | 481          | 1,48         |             |             |  |
|                | Robert Duffau              | MPF            | 432          | 1,33         |             |             |  |
|                | Fabrice Bernissa           | Régionaliste   | 356          | 1,10         |             |             |  |
|                | Vincent Combes             | LO             | 355          | 1,09         |             |             |  |
|                | Marie-Pierre Mauhourat     | MÉI            | 309          | 0,95         |             |             |  |
|                | Françoise Daguzan          | MNR            | 231          | 0,71         |             |             |  |
|                | Lydia Aiello               | GÉ             | 164          | 0,50         |             |             |  |
|                | Gilbert Cazaux             | ND             | 130          | 0,40         |             |             |  |
|                |                            |                |              |              |             |             |  |
| Inscrits       | Inscrits                   | Inscrits       | 50 248       | 100,00       | 50 247      | 100,00      |  |
| Abstentions    | Abstentions                | Abstentions    | 15 544       | 30,93        | 17 110      | 34,05       |  |
| Votants        | Votants                    | Votants        | 34 704       | 69,07        | 33 137      | 65,95       |  |
| Blancs et nuls | Blancs et nuls             | Blancs et nuls | 2 219        | 6,39         | 1 428       | 4,31        |  |
| Exprimés       | Exprimés                   | Exprimés       | 32 485       | 93,61        | 31 709      | 95,69       |  |

.
La suppléante de Jean Glavany était Annie Guittard, conseillère municipale d'Aureilhan.

### Élections de 2007
| Candidat       | Candidat                   | Parti          | Premier tour | Premier tour | Second tour | Second tour |  |
| Candidat       | Candidat                   | Parti          | Voix         | %            | Voix        | %           |  |
| -------------- | -------------------------- | -------------- | ------------ | ------------ | ----------- | ----------- |  |
|                | Jean Glavany sortant réélu | PS             | 13 547       | 40,86        | 20 100      | 61,41       |  |
|                | Christine Rabaud-Carrié    | UMP            | 9 775        | 29,48        | 12 631      | 38,59       |  |
|                | Anne-Marie Fourcade        | UDF–MoDem      | 3 215        | 9,70         |             |             |  |
|                | Marie-Pierre Vieu          | PCF            | 2 656        | 8,01         |             |             |  |
|                | Sylvie Bénesty             | LCR            | 1 077        | 3,25         |             |             |  |
|                | Pierre Rey                 | FN             | 1 072        | 3,23         |             |             |  |
|                | Henri Lourdou              | Les Verts      | 951          | 2,87         |             |             |  |
|                | Catherine Broussot-Morin   | NC             | 394          | 1,19         |             |             |  |
|                | Vincent Combes             | LO             | 253          | 0,76         |             |             |  |
|                | Lucette Salanié            | MNR            | 215          | 0,65         |             |             |  |
|                |                            |                |              |              |             |             |  |
| Inscrits       | Inscrits                   | Inscrits       | 53 430       | 100,00       | 53 430      | 100,00      |  |
| Abstentions    | Abstentions                | Abstentions    | 19 606       | 36,69        | 19 353      | 36,22       |  |
| Votants        | Votants                    | Votants        | 33 824       | 63,31        | 34 077      | 63,78       |  |
| Blancs et nuls | Blancs et nuls             | Blancs et nuls | 669          | 1,98         | 1 346       | 3,95        |  |
| Exprimés       | Exprimés                   | Exprimés       | 33 155       | 98,02        | 32 731      | 96,05       |  |

#### Département des Hautes-Pyrénées
- La fiche de l'INSEE de cette circonscription : « Tableaux et Analyses de la troisième circonscription des Hautes-Pyrénées », sur insee.fr, site de l'Institut National de la Statistique et des Études Économiques (consulté le 10 juin 2007) [PDF]

- « Tous les députés du département des Hautes-Pyrénées depuis 1789 », sur assemblee-nationale.fr, site de l'Assemblée nationale française (consulté le 10 juin 2007)

- « Informations contentieuses sur le département des Hautes-Pyrénées (Élections législatives de 2002) »(Archive.org • Wikiwix • Archive.is • Google • Que faire ?), sur conseil-constitutionnel.fr, site du Conseil constitutionnel (consulté le 13 juin 2007)

#### Circonscriptions en France
- « Carte des circonscriptions législatives en France », sur assemblee-nationale.fr, site de l'Assemblée nationale française (consulté le 20 juin 2007)

- « Résultats électoraux officiels en France »(Archive.org • Wikiwix • Archive.is • Google • Que faire ?), sur interieur.gouv.fr, site du Ministère de l'Intérieur (France) (consulté le 13 juin 2007)

- Description et Atlas des circonscriptions électorales de France sur http://www.atlaspol.com, Atlaspol, site de cartographie géopolitique, consulté le 13 juin 2007.